# Laurence Olivier Awards 2016
Die 40. Laurence Olivier Awards 2016 wurden am 3. April 2016 im Royal Opera House in London von der Society of London Theatre vergeben, um herausragende Theater- und Musicalproduktionen zu würdigen. Ausgezeichnet wurden Produktionen der Theatersaison 2015/2016, die zwischen dem 26. Februar 2015 und dem 16. Februar 2016 in einem Theater Premiere hatten, das durch die Mitgliedschaft der Society of London Theatre vertreten ist, sofern sie mindestens 30 Mal aufgeführt wurden. Die Preisverleihung wurde von Michael Ball moderiert und die Highlights der Preisverleihung wurden nachträglich bei ITV im Fernsehen übertragen.

## Hintergrund
Der Laurence Olivier Award (auch Olivier Award) ist ein seit 1976 jährlich vergebener britischer Theater- und Musicalpreis. Er gilt als höchste Auszeichnung im britischen Theater und ist vergleichbar mit dem Tony Award am amerikanischen Broadway. Verliehen wird die Auszeichnung von der Society of London Theatre. Ausgezeichnet werden herausragende Darsteller und Produktionen einer Theatersaison, die im Londoner West End zu sehen waren. Die Auszeichnungen hießen zunächst Society of West End Theatre Awards und wurden 1985 zu Ehren des renommierten britischen Schauspielers Laurence Olivier in Laurence Olivier Awards umbenannt. Die Nominierten und Gewinner der Laurence Olivier Awards „werden jedes Jahr von einer Gruppe angesehener Theaterfachleute, Theaterkoryphäen und Mitgliedern des Publikums ausgewählt, die wegen ihrer Leidenschaft für das Londoner Theater“ bekannt sind.

## Gewinner und Nominierte
Die Nominierungen wurden am 29. Februar 2016 in 26 Kategorien bekannt gegeben.
| Bestes neues Theaterstück | Bestes neues Musical |
| --- | --- |
| - Hangmen von Martin McDonagh – Jerwood Downstairs, Royal Court Theatre / Wyndham’s Theatre - Farinelli and the King von Claire van Kampen – Duke of York’s Theatre - People, Places and Things von Duncan MacMillan – National Theatre Dorfman - The Father von Florian Zeller, übersetzt von Christopher Hampton – Wyndham’s Theatre | - Kinky Boots – Adelphi Theatre - Bend It Like Beckham – Phoenix Theatre - In the Heights – King’s Cross Theatre - Mrs Henderson Presents – Noël Coward Theatre |
| Beste Wiederaufnahme Theaterstück | Beste Wiederaufnahme Musical |
| - Ma Rainey’s Black Bottom – National Theatre Lyttelton - Hamlet – Barbican Centre - Les liaisons dangereuses – Donmar Warehouse - The Winter’s Tale – Garrick Theatre | - Gypsy – Savoy Theatre - Bugsy Malone – Lyric Hammersmith Theatre - Guys and Dolls – Savoy Theatre - Seven Brides for Seven Brothers – Regent’s Park Open Air Theatre |
| Beste neue Comedy | Bestes Entertainment |
| - Nell Gwynn von Jessica Swale – Apollo Theatre - A Christmas Carol von Patrick Barlow – Noël Coward Theatre - Hand to God von Robert Askins – Vaudeville Theatre - Peter Pan Goes Wrong von Henry Shields, Jonathan Sayer und Henry Lewis – Apollo Theatre | - Showstopper! The Improvised Musical – Apollo Theatre - Alice’s Adventures Underground – Vaults Theatre - I Want My Hat Back – National Theatre Temporary - The Lorax – Old Vic Theatre - Peter Pan – Regent’s Park Open Air Theatre |
| Bester Darsteller Theaterstück | Beste Darstellerin Theaterstück |
| - Kenneth Cranham als André in The Father – Wyndham’s Theatre - Kenneth Branagh als King Leontes in The Winter’s Tale – Garrick Theatre - Benedict Cumberbatch als Prince Hamlet in Hamlet – Barbican Centre - Adrian Lester als Ira Aldridge in Red Velvet – Garrick Theatre - Mark Rylance als King Philippe V of Spain in Farinelli and the King – Duke of York’s Theatre | - Denise Gough als Emma in People, Places and Things – National Theatre Dorfman - Gemma Arterton als Nell Gwynn in Nell Gwynn – Apollo Theatre - Nicole Kidman als Rosalind Franklin in Photograph 51 – Noël Coward Theatre - Janet McTeer als Marquise de Merteuil in Les liaisons dangereuses – Donmar Warehouse - Lia Williams als Clytemnestra in Oresteia – Almeida Theatre               |
| Bester Darsteller Musical | Beste Darstellerin Musical |
| - Matt Henry als Lola in Kinky Boots – Adelphi Theatre - Ian Bartholomew als Vivian Van Damm in Mrs Henderson Presents – Noël Coward Theatre - Killian Donnelly als Charlie Price in Kinky Boots – Adelphi Theatre - David Haig als Nathan Detroit in Guys and Dolls – Savoy Theatre - Jamie Parker als Sky Masterson in Guys and Dolls – Savoy Theatre | - Imelda Staunton als Mama Rose in Gypsy – Savoy Theatre - Tracie Bennett als Laura Henderson in Mrs Henderson Presents – Noël Coward Theatre - Natalie Dew als Jess Bhamra in Bend It Like Beckham – Phoenix Theatre - Laura Pitt-Pulford als Milly in Seven Brides for Seven Brothers – Regent’s Park Open Air Theatre - Sophie Thompson als Miss Adelaide in Guys and Dolls – Savoy Theatre |
| Bester Nebendarsteller Theaterstück | Beste Nebendarstellerin Theaterstück |
| - Mark Gatiss als Shpigelsky in Three Days in the Country – National Theatre Lyttelton - Michael Pennington als Antigonus in The Winter’s Tale – Garrick Theatre - Tom Sturridge als Bobby in American Buffalo – Wyndham’s Theatre - David Suchet als Lady Bracknell in The Importance of Being Earnest – Vaudeville Theatre | - Judi Dench als Paulina in The Winter’s Tale – Garrick Theatre - Michele Dotrice als Nancy in Nell Gwynn – Apollo Theatre - Melody Grove als Isabella Farnese in Farinelli and the King – Duke of York’s Theatre - Catherine Steadman als Jean Tatlock in Oppenheimer – Vaudeville Theatre |
| Bester Nebendarsteller Musical | Beste Nebendarstellerin Musical |
| - David Bedella als Kevin Rosario in In the Heights – King’s Cross Theatre - Dan Burton Tulsa in Gypsy – Savoy Theatre - Peter Davison als Herbie in Gypsy – Savoy Theatre - Gavin Spokes als Nicely Nicely Johnson in Guys and Dolls – Savoy Theatre | - Lara Pulver als Gypsy Rose Lee in Gypsy – Savoy Theatre - Preeya Kalidas als Pinky in Bend It Like Beckham – Phoenix Theatre - Amy Lennox als Lauren in Kinky Boots – Adelphi Theatre - Emma Williams als Maureen in Mrs Henderson Presents – Noël Coward Theatre |
| Bester Regisseur / Beste Regisseurin | Bester Choreograph / Beste Choreographin |
| - Robert Icke für Oresteia – Almeida Theatre - Rob Ashford und Kenneth Branagh für The Winter’s Tale – Garrick Theatre - Matthew Dunster für Hangmen – Jerwood Downstairs, Royal Court Theatre / Wyndham’s Theatre - Jonathan Kent für Gypsy – Savoy Theatre | - Drew McOnie für In the Heights – King’s Cross Theatre - Carlos Acosta und Andrew Wright für Guys and Dolls – Savoy Theatre - Stephen Mear für Gypsy – Savoy Theatre - Jerry Mitchell für Kinky Boots – Adelphi Theatre |
| Bester Bühnenbildner / Beste Bühnenbildnerin | Bester Kostümdesigner / Beste Kostümdesignerin |
| - Anna Fleischle für Hangmen – Jerwood Downstairs, Royal Court Theatre / Wyndham’s Theatre - Hildegard Bechtler für Oresteia – Almeida Theatre - Es Devlin für Hamlet – Barbican Centre - Jonathan Fensom für Farinelli and the King – Duke of York’s Theatre | - Gregg Barnes für Kinky Boots – Adelphi Theatre - Hugh Durrant für Nell Gwynn – Apollo Theatre - Jonathan Fensom für Farinelli and the King – Duke of York’s Theatre - Katrina Lindsay für Bend It Like Beckham – Phoenix Theatre |
| Bester Lichtdesigner / Beste Lichtdesignerin | Bester Sounddesigner / Beste Sounddesignerin |
| - Mark Henderson für Gypsy – Savoy Theatre - Neil Austin für The Winter’s Tale – Garrick Theatre - Natasha Chivers für Oresteia – Almeida Theatre - James Farncombe für People, Places and Things – National Theatre Dorfman | - Tom Gibbons für People, Places and Things – National Theatre Dorfman - George Dennis für The Homecoming – Trafalgar Studios 1 - Christopher Shutt für The Father – Wyndham’s Theatre - Christopher Shutt für Hamlet – Barbican Centre |
| Herausragende Leistungen Musik | |
| - Alex Lacamoire und Bill Sherman für Arrangement und Orchestrierung und Lin-Manuel Miranda für Liedtexte und Komposition von In the Heights – King’s Cross Theatre - Kuljit Bhamra und Howard Goodall für die Orchestrierung, Howard Goodall für die Komposition und Charles Hart für die Liedtexte von Bend It Like Beckham – Phoenix Theatre - Iestyn Davies, die Musiker und Sänger/Sängerinnen für ihre Leistungen, und Claire van Kampen für das Arrangement von Farinelli and the King – Duke of York’s Theatre - Cyndi Lauper für Liedtexte und Komposition und Stephen Oremus für Arrangement, Orchestrierung und musikalische Betreuung von Kinky Boots – Adelphi Theatre | |
| Herausragende Leistungen Ballett | Beste neue Ballettproduktion |
| - Alessandra Ferri in Chéri und Woolf Works – Royal Opera House - Javier de Frutos für die Choreographie von Anatomy of a Passing Cloud – Linbury Studio, Royal Opera House - Sasha Waltz für die Choreographie von Sacre – Sadler’s Wells Theatre | - Woolf Works, Wayne McGregor – Royal Opera House - He Who Falls (Celui Qui Tombe), Compagnie Yoann Bourgeois – Barbican Centre - Roméo et Juliette, Les Ballets de Monte Carlo – London Coliseum |
| Herausragende Leistungen Oper | Beste neue Opernproduktion |
| - English National Opera Chor und Orchester von La forza del destino, Lady Macbeth von Mzensk und Pique Dame – London Coliseum - Felicity Palmer in Pique Dame – London Coliseum - Antonio Pappano als Dirigent von Cavalleria rusticana / Pagliacci, Guillaume Tell und Król Roger – Royal Opera House - Tamara Wilson in La forza del destino – London Coliseum | - Cavalleria rusticana / Pagliacci – Royal Opera House - Morgen und Abend – Royal Opera House - La forza del destino – London Coliseum |
| Herausragende Theaterleistungen | |
| - Pat Kinevane für Fishamble for Silent – Soho Theatre - Barbarians – Clare, Young Vic Theatre - Phil Dunster in Pink Mist – Bush Theatre - Violence and Son – Jerwood Upstairs, Royal Court Theatre | |
| Zuschauerpreis für die beliebteste Show | |
| - The Phantom of the Opera – Her Majesty’s Theatre - Jersey Boys – Piccadilly Theatre - Les Misérables – Queen’s Theatre - Matilda – Cambridge Theatre | |

## Statistik

### Mehrfache Nominierungen
- 8 Nominierungen: Gypsy
- 7 Nominierungen: Kinky Boots
- 6 Nominierungen: Farinelli and the King, Guys and Dolls, The Winter’s Tale
- 5 Nominierungen: Bend It Like Beckham
- 4 Nominierungen: Hamlet, In the Heights, Mrs Henderson Presents, Nell Gwynn, Oresteia, People, Places and Things
- 3 Nominierungen: The Father, The Force of Destiny, Hangmen
- 2 Nominierungen: Cavalleria rusticana / Pagliacci, Les liaisons dangereuses, The Queen of Spades, Seven Brides for Seven Brothers, Woolf Works

### Mehrfache Gewinne
- 4 Gewinne: Gypsy
- 3 Gewinne: In the Heights, Kinky Boots
- 2 Gewinne: Hangmen, People, Places and Things, Woolf Works